# Comuna Holosne, Korosten
Holosne (în ucraineană Холосненська сільська рада) este o comună în raionul Korosten, regiunea Jîtomîr, Ucraina, formată din satele Holosne (reședința), Nîvkî și Zlobîci.

## Demografie
Componența lingvistică a comunei Holosne
     Ucraineană (98,92%)
     Alte limbi (1,08%)
Conform recensământului din 2001, majoritatea populației comunei Holosne era vorbitoare de ucraineană (98,92%), existând în minoritate și vorbitori de alte limbi.